# Kazlų Rūda flygplats
Kazlu Ruda är en flygplats i Litauen. Den ligger i den centrala delen av landet, 110 km väster om huvudstaden Vilnius. Kazlu Ruda ligger 78 meter över havet.
Terrängen runt Kazlu Ruda är mycket platt. Runt Kazlu Ruda är det ganska glesbefolkat, med 43 invånare per kvadratkilometer. Närmaste större samhälle är Kazlų Rūda, 6,3 km söder om Kazlu Ruda. I omgivningarna runt Kazlu Ruda växer i huvudsak blandskog.